# Delcy Ellender Marques
Delcy Ellender Marques (Curitiba, 3 agosto 1939) è un'ex cestista brasiliana.

## Carriera
Con il Brasile ha disputato tre edizioni dei Campionati del mondo (1964, 1971, 1975), e cinque dei Giochi panamericani.